# ForteBank
ForteBank — казахстанский частный банк, входящий в пятёрку крупнейших банков Казахстана. Головной офис находится в столице Астана, филиальная сеть по всему Казахстану — 20 филиалов и 100 отделений в 34 городах и посёлках.
По состоянию на ноябрь 2021 года ForteBank занимает 5-е место по объёму активов.

## История
Банк появился 10 февраля 2015 года в результате объединениях трёх банков — «ForteBank», «Альянс Банка» и «Темирбанка». Главным акционером банка стал казахстанский бизнесмен Булат Утемуратов.
ForteBank — создан 1 января 2015 года. Альянс Банк — создан 7 января 1993 года. Темирбанк — создан 26 марта 1992 года.

### 2015
- 1 января — в рамках реорганизации АО «Альянс Банк» (в настоящее время — АО «ForteBank»), АО «ABC Bank» (ранее — АО «ForteBank») и АО «Темiрбанк» были подписаны передаточные акты, согласно которым новый банк получил всё имущество, а также все права и обязанности АО «ABC Bank» и АО «Темiрбанк».[3]

- 10 февраля — АО «Альянс Банк» переименовано в АО «ForteBank».[3]

### 2016
- Октябрь — открытие галереи ForteBank Kulanshi Art Space совместно с Центром современного искусства «Куланши».[4]

- Ноябрь — подписание соглашения с Европейским банком реконструкции и развития о предоставлении займа в размере 60 млн долларов США в тенговом эквиваленте на кредитование проектов микро-, малого и среднего бизнеса и на финансирование женского предпринимательства по программе ЕБРР «Женщины в бизнесе».[5]

- Декабрь — завершается процедура реорганизации путем присоединения к АО «ForteBank», АО «Темiрбанк» и АО «АВС Bank». Деятельность АО «АВС Bank» и АО «Темiрбанк» прекращается.

### 2017
Май — первая выплата банком дивидендов по своим простым акциям. Общая сумма начисленных дивидендов составила 4,6 млрд тенге.

### 2018
- Февраль — Гурам Андроникашвили, ранее занимавший должность первого заместителя председателя правления банка, назначен на должность председателя правления банка.[7]

- Сентябрь — выпуск банком купонных облигаций на сумму 220 млрд тенге, со ставкой 4 % и сроком обращения до 2024 года.[8]

- Декабрь — приобретение банком 100 % простых акций АО «Банк Kassa Nova».[9]

### 2019
- Март — банк становится участников программы Поддержки проектов финансирования мелких малых и средних предприятий Азиатского банка развития.[10]

- Апрель — в апреле ForteBank приобрёл «Банк Kassa Nova»[11] и технологическую компанию One Technologies.

- Декабрь — подписание соглашение с Европейским банком реконструкции и развития о предоставлении банку займа в размере 60 млн долларов США в тенговом эквиваленте на кредитование проектов микро-, малого и среднего бизнеса и на финансирование женского предпринимательства по программе ЕБРР «Женщины в бизнесе».[12]

### 2020
- Май — запуск мобильной связи ForteMobile совместно с сотовым оператором «Beeline Казахстан».[13]

- Май — запуск онлайн-площадки ForteForex для торговли валютой.[14]

- Август — ForteBank продаёт АО «Банк Kassa Nova» компании Freedom Holding Corp. «Банк Kassa Nova» становится дочерней компанией АО «Freedom Finance».[15]

## Бизнес-модель
ForteBank — универсальный банк с акцентом на розничный банкинг, обслуживает как физических, так и юридических лиц.
Внутри банка существует разделение на бренды:
- ForteBank — банк для физических лиц. Предлагает клиентам дебетовые карты, кредитные карты, кредиты, депозиты.
- ForteBusiness — банк для юридических лиц. Предлагает клиентам корпоративные карты, счета, кредиты, депозиты.
- ForteMarket — маркетплейс, через который казахстанские магазины могут продавать свои товары.
- ForteTravel — туристический сервис для покупки туров, авиа- и ж/д билетов, аренды автомобилей.
- ForteMobile — мобильная связь, запущенная в партнёрстве с сотовым оператором «Beeline Казахстан».

## Руководство

### Правление
Деятельность ForteBank управляется правлением банка, в состав которого входят председатель правления, его заместители и другие работники по решению совета директоров. По состоянию на 31 августа 2020 года правление состоит из председателя правления и шести заместителей.
- Пирматов Бекжан Олжаевич — председатель правления АО «ForteBank»[16]
- Алия Дыканбаева — первый заместитель председателя правления, курирует блок бухгалтерского учёта и отчётности, финансового анализа и бюджетирования.
- Айдын Ауезканов — заместитель председателя правления, курирует блок по взысканию проблемной задолженности и реализации непрофильного имущества банк.
- Нурлан Сарсебеков — заместитель председателя правления, курирует блок IT.
- Гаухар Бисембиева — заместитель председателя правления, курирует операционный блок, управление клиентским опытом и качеством обслуживания клиентов, процессное управление.
- Шолпан Нурумбет — заместитель председателя правления, курирует блок МСБ (c января 2021 по 1 июля 2022 год)[17]

### Совет директоров
Стратегическое управление деятельностью банка осуществляет совет директоров, который контролирует работу правления, сам совет подотчётен общему собранию акционеров банка. По состоянию на 17 января 2022 года совет директоров включает в себя шесть членов.
- Ельдар Абдразаков - Член Совета директоров, Председатель Совета директоров – независимый директор.
- Гурам Андроникашвили — член совета директоров, представитель интересов акционера Банка
- Марлен Мирзабеков — председатель совета директоров и представитель интересов акционера банка. Избран членом совета директоров решением внеочередного общего собрания акционеров от 13 июня 2019 года; избран председателем совета директоров решением совета директоров от 14 июня 2019 года.
- Ануар Утемуратов — представитель интересов акционера банка. Избран членом совета директоров решением внеочередного общего собрания акционеров от 30 декабря 2014 года.
- Тимур Исатаев — представитель интересов акционера банка. Избран членом совета директоров решением внеочередного общего собрания акционеров от 30 декабря 2014 года.
- Хуберт Пандза — независимый директор банка. Избран членом совета директоров и независимым директором банка решением внеочередного общего собрания акционеров от 3 ноября 2015 года.

## Рейтинги изданий
| Moody's Investors Service | Долгосрочный рейтинг депозитов    | Ва2            |
| Moody's Investors Service | Краткосрочный рейтинг депозитов   | NP (not prime) |
| Moody's Investors Service | Базовая оценка кредитоспособности | B1             |
| Moody's Investors Service | Прогноз                           | «Стабильный»   |
| Fitch Rating              | Долгосрочный кредитный рейтинг    | В+             |
| Fitch Rating              | Краткосрочный кредитный рейтинг   | B              |
| Fitch Rating              | Прогноз                           | "Позитивный"   |
| Standart & Poor's         | Долгосрочный кредитный рейтинг    | B+             |
| Standart & Poor's         | Краткосрочный кредитный рейтинг   | B              |
| Standart & Poor's         | Прогноз                           | "Позитивный"   |

## Награды
- Ноябрь 2018 — «Банк года в Казахстане» по версии The Banker.[18]

- Декабрь 2018 — «Самый инновационный банк в розничном бизнесе в Казахстане» по версии печатного издания The International Banker.[19]

- Март 2018 — «Лучший банк в Казахстане в 2018 году» по версии Global Finance.[20]

- Март 2019 — «Лучший Банк 2019 года» по версии издания Global Finance.[21]

- Ноябрь 2019 — «Best Foreign Exchange Provider» по версии издания Global Finance.[22]

- Декабрь 2019 — «Лучший Банк в Казахстане — 2019» по версии издания Asiamoney.[23]

- Март 2020 — «Лучший Банк 2020 года» по версии издания Global Finance.[23]
- Июль 2021 — «Лучший банк в Казахстане» по версии издания Euromoney[24]
- Февраль 2022 — «Лучший банк Казахстана» по версии издания Asiamoney
- Апрель 2022 — «Лучший банк Казахстана» по версии издания Global Finance